# Di mestiere faccio il paesologo
Di mestiere faccio il paesologo è un film documentario del 2010 diretto da Andrea D'Ambrosio.

## Trama
Dopo il terremoto dell'Irpinia del 1980, il poeta, scrittore e regista Franco Arminio vive la contraddizione di non riuscire a vivere a Bisaccia, ma neppure ad andarsene. Gira nei paesi ormai vuoti ed abbandonati dove sono rimasti soltanto in pochi, i più deboli. Forse è questo che lo ha spinto ad inventarsi un nuovo mestiere, quello di "paesologo".
Il film è un viaggio nella vita di Arminio, nei suoi racconti, nella sua storia, nei suoi paesi, fra le persone che incontra e alle quali racconta il suo "mestiere".

## Accoglienza
L'approccio del regista non prevarica il narratore, anzi ne asseconda il grido di allarme, fa sue quelle anime solitarie e quei paesi che tentano di conservare l'anima di un mondo che non sembra avere futuro, se non nella memoria.
Roberto Saviano ha definito Arminio uno dei migliori poeti che "abbia mai saputo raccontare il terremoto" e ha citato un suo passaggio: "Venticinque anni dopo il terremoto dei morti sarà rimasto poco. Dei vivi ancora meno". D’Ambrosio ha un suo modo di raccontare che pare opposto a quello di Arminio. Egli guarda  senza chiedere, senza intervenire, in silenzio. D'Ambrosio parla prima di tutto dell'uomo e poi dopo si sofferma sulle sue parole prima che queste ultime si sovrappongano alla realta dei fatti e degli eventi.
Nel 2012 il film ha preso parte alla rassegna Cineterra, promossa da Visionaria, curata da Tiziana Tarquini, incentrata proprio sul tema delle catastrofi naturali e sui ritardi dei soccorsi e delle prevenzioni. Nello stesso anno ha preso parte anche alla 12ª edizione del Napoli Film Festival nonché regista e protagonista sono stati invitati, dopo la proiezione del documentario, all'incontro presso l'INEA - Istituto Nazionale di Economia Agraria.

## Riconoscimenti
- 2012 - Premio Rossellini
  - Miglior documentario

## Pubblicazioni
- Andrea D'Ambrosio, Di mestiere faccio il paesologo. Libro con DVD, Derive Approdi, 2010 - ISBN 8865480238